# Evgraf Fedorov
Pour les articles homonymes, voir Fiodorov.
Evgraf Stepanovitch Fedorov ou Fiodorov (en russe : Евгра́ф Степа́нович Фёдоров), né le 22 décembre 1853 et mort le 21 mai 1919 d'une pneumonie, est un mathématicien, cristallographe et minéralogiste russe.

## Biographie
Né dans une famille d'ingénieurs à Orenbourg, dans le sud de la Russie, Fiodorov suivit sa famille à Saint-Pétersbourg. À partir de l'âge de 15 ans, il s'intéressa de près à la théorie des polytopes, qui allait devenir plus tard le principal thème de ses recherches.
Fiodorov termina brillamment ses études à l'École des mines de Saint-Pétersbourg (Institut Gorny), où il a été admis à l'âge de 26 ans. En 1895, il devint professeur de géologie à l'Institut d'agriculture de Moscou (aujourd'hui Académie Timiriazev). 
Fiodorov publia deux ouvrages, en 1879 et 1891, dans lesquels il proposait notamment une classification des polytopes.
En 1885, Fiodorov a identifié 5 familles de polytopes capables de paver l'espace à l'aide de translations uniquement (sans rotation ni réflexion) : le parallélépipède, l'octaèdre tronqué, le dodécaèdre rhombique, le dodécaèdre rhombique allongé (en) et le prisme hexagonal. Ce sont les polytopes de Fiodorov.
En 1905-1910, il dirige l'Institut de génie minier de Saint-Pétersbourg. Il a également été recteur des Cours supérieurs Peter Lesgaft (ru) en 1912-1915.